# Grzegorz Banaszak
Grzegorz Banaszak (ur. 1958) – polski matematyk, profesor nauk matematycznych. Specjalizuje się w geometrii algebraicznej, algebraicznej K-teorii, algebraicznej teorii liczb oraz arytmetycznej geometrii algebraicznej. Profesor zwyczajny na Wydziale Matematyki i Informatyki Uniwersytetu im. Adama Mickiewicza w Poznaniu, gdzie pracuje jako kierownik Zakładu Arytmetycznej Geometrii Algebraicznej.

## Życiorys zawodowy
Studia z matematyki ukończył na poznańskim UAM w 1982, gdzie obronił pracę magisterską przygotowaną pod kierunkiem prof. Włodzimierza Stasia. Stopień doktorski uzyskał w 1990 roku w Ohio State University na podstawie rozprawy pt. Algebraic K-theory of number fields and rings of integers and the Stickelberger ideal, przygotowanej pod kierunkiem prof. Warrena Sinnotta. Staż podoktorski odbył na kanadyjskim Uniwersytecie McMaster (1991–1993). W latach 1993–1994 pracował jako adiunkt na Uniwersytecie Szczecińskim. Od 1994 pracuje na macierzystym UAM, zdobywając kolejne awanse akademickie. Habilitował się w 1997 w Instytucie Matematycznym PAN na podstawie oceny dorobku naukowego i pracy pt. Systemy Eulera i elementy podzielne w algebraicznej K-teorii ciał liczbowych i ich związek z klasycznymi hipotezami arytmetyki. Tytuł naukowy profesora nauk matematycznych otrzymał w 2007 roku.
Współautor (wraz z W. Gajdą) podręcznika akademickiego pt. Elementy algebry liniowej (Wydawnictwa Naukowo-Techniczne 2002, ISBN 83-204-2664-2). Artykuły publikował w takich czasopismach jak m.in. „Annals of Mathematics", „Compositio Mathematica", „Journal fur die reine angewandte Mathematik", „Documenta Mathematica", „Tohoku Mathematical Journal", „Commentarii Mathematici Helvetici", „Journal of Number Theory", „Acta Arithmetica", „Comptes Rendus de l’Académie des Sciences, Paris", "Journal of Pure and Applied Algebra", „Indiana University Mathematics Journal", „Contemporary Mathematics AMS", „Communications in Number Theory and Physics", „Journal of K-Theory", „Reports on Mathematical Physics" oraz „Open Systems & Information Dynamics".
Należy do Polskiego Towarzystwa Matematycznego oraz Amerykańskiego Towarzystwa Matematycznego.
Członek Rady Doskonałości Naukowej w kadencji 2024–2027.